# آلساندرو تیبری
آلساندرو تیبری (ایتالیایی: Alessandro Tiberi؛ زادهٔ ۲۸ ژوئن ۱۹۷۷) بازیگر و صداپیشه اهل ایتالیا است.
از فیلم‌ها یا مجموعه‌های تلویزیونی که وی در آن‌ها نقش داشته است، می‌توان به تقدیم به رم با عشق اشاره نمود.